# Перве Мая (Торжоцький район)
Перве Мая (рос. Первое Мая) — селище в Торжоцькому районі Тверської області Російської Федерації.
Населення становить 14 осіб. Входить до складу муніципального утворення Масловське сільське поселення.

## Історія
Від 2005 року входить до складу муніципального утворення Масловське сільське поселення.

## Населення
| 1996 | 2002 | 2008 | 2010 |
| ---- | ---- | ---- | ---- |
| 23   | ↘17  | ↘14  | →14  |